# Россия на летней Универсиаде 2017
Россия на XXVIX всемирной летней Универсиаде, которая проходит с 19 по 30 августа 2017 года в городе Тайбэй, Китайский Тайбэй.

## Награды
| Золото  | |                                                        |            |
| №       | Спортсмены | Вид спорта (дисциплина)                                | Дата       |
| 1       | Роман Измайлов, Никита Шлейхер | Прыжки в воду (cинхронная вышка, 10 метров)            | 20 августа |
| 2       | Сергей Бида | Фехтование (шпага)                                     | 21 августа |
| 3       | Лилия Ахаимова, Дарья Елизарова, Мария Пасека, Дарья Спиридонова, Евгения Шелгунова | Спортивная гимнастика (командное первенство, женщины)  | 21 августа |
| 4       | Борис Краснов | Тхэквондо (до 68 кг, мужчины)                          | 22 августа |
| 5       | Кирилл Прокопьев | Спортивная гимнастика (вольные упражнения)             | 23 августа |
| 6       | Дарья Спиридонова | Спортивная гимнастика (брусья)                         | 23 августа |
| 7       | Антон Булаев, Александр Дамбаев, Виктор Калашников | Стрельба из лука (блочный лук, команда)                | 23 августа |
| 8       | Валерия Саламатина, Мария Баклакова, Анастасия Гуженкова, Арина Опёнышева, Анна Егорова | Плавание (4×200 м, эстафета вольным стилем, женщины)   | 23 августа |
| 9       | Илья Захаров | Прыжки в воду (трамплин, 3 метра)                      | 24 августа |
| 10      | Егор Климонов | Тяжелая атлетика (94 кг, мужчины)                      | 24 августа |
| 11      | Дмитрий Гусев, Сергей Бида, Алан Фардзинов | Фехтование (команда, шпага)                            | 24 августа |
| 12      | Рафаиль Аюкаев | Тхэквондо (свыше 87 кг, мужчины)                       | 24 августа |
| 13      | Илья Захаров, Евгений Кузнецов | Прыжки в воду (cинхронный трамплин, 3 метра)           | 25 августа |
| 14      | Александр Садовников | Плавание (баттерфляй, 100 м)                           | 25 августа |
| 15      | Максат Аллалиев, Богдан Гречкин, Рафаиль Аюкаев, Булат Магомедов | Тхэквондо (команда, мужчины)                           | 26 августа |
| 16      | Мужская сборная | Прыжки в воду                                          | 27 августа |
| 17      | Юлия Бравикова | Художественная гимнастика (индивидуальное многоборье)  | 28 августа |
| 18      | Ричард Музаев, Аслан Карацев | Теннис (парный разряд)                                 | 28 августа |
| 19      | Дарья Рысева, Светлана Сербина, Наталья Малых, Елизавета Котова, Ангелина Лазаренко, Екатерина Любушкина, Анна Котикова, Наталья Короткова, Алина Панкова, Виктория Руссу, Татьяна Юринская, Кристина Курносова | Волейбол (женщины)                                     | 28 августа |
| 20      | Юлия Бравикова | Художественная гимнастика (обруч)                      | 29 августа |
| 21      | Екатерина Селезнёва | Художественная гимнастика (мяч)                        | 29 августа |
| 22      | Вера Бирюкова, Дарья Горбачёва, Александра Корчагина, Елизавета Минихина, Валерия Осикова, Ралина Ракипова | Художественная гимнастика (5 обручей)                  | 29 августа |
| 23      | Юлия Бравикова | Художественная гимнастика (булавы)                     | 29 августа |
| 24      | Юлия Бравикова | Художественная гимнастика (лента)                      | 29 августа |
| 25      | Вера Бирюкова, Дарья Горбачёва, Александра Корчагина, Елизавета Минихина, Валерия Осикова, Ралина Ракипова | Художественная гимнастика (3 мяча, 2 скакалки)         | 29 августа |
| Серебро | |                                                        |            |
| №       | Спортсмены | Вид спорта (дисциплина)                                | Дата       |
| 1       | Мария Каменева, Полина Лапшина, Анастасия Гуженкова, Арина Опёнышева, Мария Баклакова | Плавание (4×100 м, эстафета вольным стилем, женщины)   | 20 августа |
| 2       | Аслан Лаппинагов | Дзюдо (до 81 кг, мужчины)                              | 21 августа |
| 3       | Станислав Ретинский | Дзюдо (до 90 кг, мужчины)                              | 21 августа |
| 4       | Андрей Жилкин | Плавание (баттерфляй, 50 м)                            | 21 августа |
| 5       | Яна Алборова | Фехтование (рапира)                                    | 21 августа |
| 6       | Тима Туриева | Тяжёлая атлетика (до 63 кг, женщины)                   | 22 августа |
| 7       | Вячеслав Яркин | Тяжёлая атлетика (до 77 кг, мужчины)                   | 22 августа |
| 8       | Мария Каменева | Плавание (вольный стиль, 100 м)                        | 22 августа |
| 9       | Лилия Ахаимова | Спортивная гимнастика (опорный прыжок)                 | 23 августа |
| 10      | Диана Тонтоева, Мария Виноградова, Александра Савенкова | Стрельба из лука (блочный лук, команда)                | 23 августа |
| 11      | Владислав Поляшов | Спортивная гимнастика (перекладина)                    | 23 августа |
| 12      | Евгений Кузнецов | Прыжки в воду (трамплин, 3 метра)                      | 24 августа |
| 13      | Никита Шлейхер, Юлия Тимошинина | Прыжки в воду (микст, вышка)                           | 24 августа |
| 14      | Арсалан Балданов | Стрельба из лука (классический лук)                    | 24 августа |
| 15      | Альберт Огузов, Абдула Абдулжалилов, Лечи Эдиев, Аслан Лаппинагов, Станислав Ретинский, Нияз Билалов, Антон Брачёв, Муса Туменов | Дзюдо (команда, мужчины)                               | 24 августа |
| 16      | Ирина Елесина, Лейла Пириева, Аделя Абдрахманова | Фехтование (команда, рапира)                           | 24 августа |
| 17      | Родион Бочков | Тяжелая атлетика (до 105 кг, мужчины)                  | 24 августа |
| 18      | Аскар Хамзин, Григорий Семенюк, Александр Сироткин, Искандер Ахметов | Фехтование (команда, рапира)                           | 25 августа |
| 19      | Диана Мстиева | Тяжелая атлетика (до 90 кг, женщины)                   | 25 августа |
| 20      | Роман Ларин, Рустам Гадиров, Александр Садовников, Михаил Вековищев | Плавание (4×100 м, комбинированная эстафета, мужчины ) | 26 августа |
| 21      | Мария Каменева | Плавание (вольный стиль, 50 м)                         | 26 августа |
| 22      | Женская сборная | Прыжки в воду                                          | 27 августа |
| 23      | Павел Муратов | Ушу (таолу, чан-цюань)                                 | 27 августа |
| 24      | Сандра Константинова | Ушу (таолу, чан-цюань)                                 | 27 августа |
| 25      | Екатерина Селезнёва | Художественная гимнастика (индивидуальное многоборье)  | 28 августа |
| 26      | Екатерина Селезнёва | Художественная гимнастика (обруч)                      | 29 августа |
| 27      | Юлия Бравикова | Художественная гимнастика (мяч)                        | 29 августа |
| 28      | Екатерина Селезнёва | Художественная гимнастика (лента)                      | 29 августа |
| 29      | Ильяс Хуснутдинов | Ушу (таолу, даошу и гуньшу)                            | 29 августа |
| 30      | Дмитрий Емельянов, Азизбек Исмаилов, Евгений Баннов, Богдан Гливенко, Вадим Лихошерстов, Алексей Плужников, Дмитрий Щербинин, Александр Болдырев, Антон Ботин, Сергей Никитин, Леонид Щадилов, Владимир Шишкин | Волейбол (мужчины)                                     | 29 августа |
| 31      | Кирилл Корнеев, Виталий Стаценко, Константин Шейкин, Никита Деревянкин, Даниил Меркулов, Андрей Балакирев, Иван Сучков, Константин Харьков, Николай Лазарев, Иван Копцев, Иван Нагаев, Дмитрий Холод, Роман Шепелев | Водное поло (мужчины)                                  | 30 августа |
| Бронза  | |                                                        |            |
| №       | Спортсмены | Вид спорта (дисциплина)                                | Дата       |
| 1       | Александра Бубинцева | Дзюдо (до 78 кг, женщины)                              | 20 августа |
| 2       | Антон Брачёв | Дзюдо (свыше 100 кг, мужчины)                          | 20 августа |
| 3       | Нияз Билалов | Дзюдо (до 100 кг, мужчины)                             | 20 августа |
| 4       | Владислав Поляшов, Алексей Ростов, Даниил Казачков, Илья Кибартас, Кирилл Прокопьев | Спортивная гимнастика (командное первенство, мужчины)  | 20 августа |
| 5       | Михаил Вековищев, Андрей Арбузов, Сергей Фесиков, Никита Королев | Плавание (4×100 м, эстафета вольным стилем, мужчины)   | 20 августа |
| 6       | Евгений Кузнецов | Прыжки в воду (трамплин, 1 м)                          | 21 августа |
| 7       | Юлия Тихомирова, Юлия Тимошинина | Прыжки в воду (cинхронная вышка, 10 метров)            | 21 августа |
| 8       | Валентина Костенко | Дзюдо (до 63 кг, женщины)                              | 21 августа |
| 9       | Аделя Абдрахманова | Фехтование (рапира)                                    | 21 августа |
| 10      | Анисия Челохсаева | Тхэквондо (до 57 кг, женщины)                          | 22 августа |
| 11      | Абдула Абдулжалилов | Дзюдо (до 66 кг, мужчины)                              | 22 августа |
| 12      | Михаил Вековищев | Плавание (вольный стиль, 200 м)                        | 22 августа |
| 13      | Арина Опёнышева | Плавание (вольный стиль, 100 м)                        | 22 августа |
| 14      | Мария Пасека | Спортивная гимнастика (опорный прыжок)                 | 23 августа |
| 15      | Лилия Ахаимова | Спортивная гимнастика (вольные упражнения)             | 23 августа |
| 16      | Альберт Огузов | Дзюдо (до 60 кг, мужчины)                              | 23 августа |
| 17      | Анжела Гаспарян | Дзюдо (абсолютная категория, женщины)                  | 23 августа |
| 18      | Муса Туменов | Дзюдо (абсолютная категория, мужчины)                  | 23 августа |
| 19      | Рустам Гадиров | Плавание (брасс, 200 м)                                | 23 августа |
| 20      | Гулжигит Кочкорбаев | Тхэквондо (до 58 кг, мужчины)                          | 23 августа |
| 21      | Мария Полякова, Елена Черных | Прыжки в воду (синхронный трамплин, 3 метра)           | 24 августа |
| 22      | Арсалан Балданов, Галсан Базаржапов, Артем Махненко | Стрельба из лука (классический лук, команда)           | 24 августа |
| 23      | Туяна Дашидоржиева, Елена Осипова, Саяна Цыремпилова | Стрельба из лука (классический лук, команда)           | 24 августа |
| 24      | Мария Персидская, Галия Сагитова, Наталья Голомидова, Валентина Костенко, Татьяна Коваленко, Александра Бабинцева, Анжела Гаспарян, Юлия Ляниченко | Дзюдо (команда, женщины)                               | 24 августа |
| 25      | Мария Темникова | Плавание (брасс, 200 м)                                | 24 августа |
| 26      | Кристина Лысенко | Роллер спорт (скоростной слалом)                       | 25 августа |
| 27      | Роман Ларин | Плавание (на спине, 200 м)                             | 25 августа |
| 28      | Арина Опёнышева | Плавание (вольный стиль, 200 м)                        | 25 августа |
| 29      | Вячеслав Андрейченко, Эрнест Максумов, Александр Кудашев, Александр Федоров, Елисей Степанов, Михаил Вековищев | Плавание (4×200 м, эстафета вольным стилем, мужчины)   | 25 августа |
| 30      | Рафаэль Камалов | Тхэквондо (до 87 кг, мужчины)                          | 25 августа |
| 31      | Александр Осипенко | Плавание (400 м, комплекс)                             | 26 августа |
| 32      | Татьяна Щербак, Ксения Коваленко, Мария Галай, Наталья Соколова, Татьяна Шейкина, Виктория Шкода, Алёна Андреева, Анна Чоловяга, Ксения Шахова, Надежда Смирнова, Наталья Мишина, Ирина Подшибякина, Екатерина Панюхина, Марина Фёдорова, Екатерина Морозова, Эльвира Зиястинова, Юлия Гриченко, Маргарита Черномырдина, Мария Кисконен | Футбол (женщины)                                       | 28 августа |
| 33      | Вера Бирюкова, Дарья Горбачёва, Александра Корчагина, Елизавета Минихина, Валерия Осикова, Ралина Ракипова | Художественная гимнастика (групповое многоборье)       | 28 августа |
| 34      | Роман Сафиуллин | Теннис (одиночный разряд, мужчины)                     | 28 августа |
| 35      | Али Магомедов | Ушу-санда (до 60 кг, мужчины)                          | 28 августа |
| 36      | Екатерина Селезнёва | Художественная гимнастика (булавы)                     | 29 августа |
| 37      | Родион Алимов, Алина Давлетова | Бадминтон (микст)                                      | 29 августа |
| 38      | Мужская сборная | Теннис                                                 | 30 августа |